# St. Mary, Kentucky
St. Mary är en ort i Marion County i delstaten Kentucky, USA.